# Jacques Adélaïde-Merlande
Pour les articles homonymes, voir Adélaïde et Merlande.
Jacques Adélaïde-Merlande est un historien français né le 1er juin 1933 à Fort-de-France en Martinique et mort le 14 novembre 2024 aux Abymes,.
Maître de conférences à l'Université des Antilles et de la Guyane, dont il est le président de 1972 à 1977, il préside la Société d'histoire de la Guadeloupe de 1982 à 2016.

## Biographie

### Enfance et études
Jacques Adélaïde-Merlande est né à Fort-de-France, il est d'origine à la fois guadeloupéenne et martiniquaise. Après avoir suivi une partie de ses études en Martinique, il est étudiant à la Sorbonne où il s'intéresse notamment à l'histoire de la colonisation sous la direction de Charles-André Julien et à celle du mouvement ouvrier sous la direction de Jean Bruhat. Il passe notamment un DES consacré à la naissance du mouvement ouvrier Martiniquais sous la direction de Charles-André Julien et Jean Bruhat,. 
Il milite au même moment à l'Association des étudiants de la Martinique.

### Carrière universitaire
Jacques Adélaïde-Merlande est agrégé d'histoire en 1962. En 1964, il est le premier directeur du Centre d'enseignement supérieur littéraire de Pointe-à-Pitre qui préfigure l'Université des Antilles et de la Guyane. 
En 1972, il devient le premier président du Centre universitaire Antilles-Guyane jusqu'en 1977.
Il assure les cours d'histoire contemporaine, mais aussi d'histoire ancienne, notamment dans le cadre des préparations aux concours de l'enseignement. Il est un animateur important des Sociétés d'histoire de la Guadeloupe et de la Martinique et l'un des fondateurs de l'Association des historiens de la Caraïbe en 1969.
En octobre 2000, il devient docteur honoris causa de l'Université des Indes occidentales (en : University of the West Indies)(Antilles anglophones).

### Œuvre
Jacques Adélaïde-Merlande fait partie de ceux qui firent connaître l'histoire de la Guadeloupe à l'époque révolutionnaire et les origines du mouvement ouvrier antillais. La parution de l'Historial antillais dont il dirigea les tomes 3 et 4 fut aussi le point de départ d'un nouvel élan des études historiques antillaises en langue française. Par ailleurs, son action de créateur et d'animateur de sociétés savantes eut aussi un rôle moteur pour le développement des études historiques caribéennes.
Il décède le 14 novembre 2024 à l'âge de 91 ans.

## Publications
L’œuvre de Jacques Adélaïde-Merlande compte de nombreux articles, publiés principalement dans le Bulletin de la Société d'Histoire de la Guadeloupe, la Revue du CERC et les Cahiers du Cerag et communications, principalement aux congrès de l’Association des historiens de la Caraïbe.

### Ouvrages
- Les origines du mouvement ouvrier en Martinique, 1870-1900, DES, juin 1958, Université de la Sorbonne, éd. Pointe-à-Pitre : Cahiers du CERAG, ronéo, no 26, 1972 ; rééd. Paris: Karthala, 2000, 236 p.
- Les Antilles françaises, XVIe, XVIIe, XVIIIe siècles (supplément à l'Histoire 4e), Paris-Montréal: Bordas, 1971, 31 p.
- Les Antilles françaises, fin XVIIIe, XIXe, XXe siècles (supplément à l'Histoire 3e), Point-à-Pitre: Désormaux, 1972, 31 p. ; réuni avec le précédent et rééd. sous le titre Les Antilles françaises de leur découverte à nos jours, Fort-de-France : Désormeaux, 2001, 63 p.
- Troubles sociaux à la Guadeloupe à la fin du XIXe siècle et au début du XXe siècle, 1895-1910, Pointe-à-Pitre : Cahiers du CERAG no 31.
- en coll. avec Jean-Paul Hervieu, Volcans et histoire : recueil de textes sur le volcanisme et les éruptions dans l'histoire des Antilles, Pointe-à-Pitre : CERAG, 1976 ; rééd. Les volcans dans l'histoire des Antilles, Paris, Karthala, 1997, 229 p.
- Documents d'histoire antillaise et guyanaise, 1819-1914, chez l'auteur, 1979, 323 p.
- Delgrès ou la Guadeloupe en 1802, Paris: Karthala, 170 p.
- La grande encyclopédie de la Caraïbe, vol. VI, "Histoire des Antilles", Pointe-à-Pitre : Sanoli, 1990, 207 p.
- La Guadeloupe, les Antilles et la Révolution française - Itinéraires, Pointe-à-Pitre, Office régional du patrimoine guadeloupéen, 1991, 156 p.
- La Caraïbe et la Guyane au temps de la Révolution et de l'Empire, 1789-1804, Paris: Karthala, 1992, 222 p.
- en coll. avec Alain Yacou, La découverte et la conquête de la Guadeloupe, Paris : Karthala, 1993, 303 p.
- Histoire générale des Antilles et des Guyanes, des Précolombiens à nos jours, Paris : Éd. caribéennes - L'Harmattan, 1994, 329 p.
- Visions de la Caraïbe et des Guyanes : cartes postales anciennes, coécrit avec Jean Juraver, Gourbeyre : Nestor, 2012 (OCLC 844779291).

### Direction d'ouvrages
- Historial antillais, vol. 4, Fort-de-France: Société Dajani, 1980, 569 p.
- Historial antillais, vol. 3, Fort-de-France: Société Dajani, 1981, 569 p.
- Histoire des communes des Antilles et de la Guyane, Pointe-à-Pitre: Éditions Caraïbes, 1986, 6 vol. de 306 p.
- Les hommes célèbres de la Caraïbe, dictionnaire, Pointe-à-Pitre: Éditions Caraïbes, 1993, 4 vol.